# الشروق (القصاصين)
الشروق إحدى قرى مركز القصاصين التابع لمحافظة الإسماعيلية بجمهورية مصر العربية.